# 리스본행 야간열차
리스본행 야간열차(독일어: Nachtzug nach Lissabon, 영어: Night Train to Lisbon)는 파스칼 메르시어의 소설로, 2013년 동명의 이름으로 영화화되었다.